# Wereldkampioenschappen langlaufen 2015
De wereldkampioenschappen langlaufen 2015 werden van 18 februari tot en met 1 maart 2015 gehouden in Falun.

## Wedstrijdschema
| Datum       | Tijd          | Mannen                   | Vrouwen                  |
| ----------- | ------------- | ------------------------ | ------------------------ |
| 18 februari | 15:00 / 13:30 | 10 km (vrije stijl) (Q)  | 5 km (vrije stijl) (Q)   |
| 19 februari | 13:00 15:15   | Sprint (klassiek)        | Sprint (klassiek)        |
| 20 februari | 14:30 / 13:00 | 30 km achtervolging      | 15 km achtervolging      |
| 22 februari | 12:30 14:30   | Teamsprint (vrije stijl) | Teamsprint (vrije stijl) |
| 24 februari | 13:30         |                          | 10 km (vrije stijl)      |
| 25 februari | 13:30         | 15 km (vrije stijl)      |                          |
| 26 februari | 13:30         |                          | 4×5 km estafette         |
| 27 februari | 13:30         | 4×10 km estafette        |                          |
| 28 februari | 13:00         |                          | 30 km (klassiek)         |
| 1 maart     | 13:30         | 50 km (klassiek)         |                          |

## Uitslagen

### Sprint
| Mannen (klassieke stijl) | Mannen (klassieke stijl) | Mannen (klassieke stijl) | Mannen (klassieke stijl) |
| #                        | Naam                     | Land                     | Tijd                     |
| ------------------------ | ------------------------ | ------------------------ | ------------------------ |
| Goud                     | Petter Northug           | NOR                      | 3.02,35                  |
| Zilver                   | Alex Harvey              | CAN                      | + 0,05                   |
| Brons                    | Ola Vigen Hattestad      | NOR                      | + 0,35                   |
| 4                        | Nikita Krjoekov          | RUS                      | + 0,38                   |
| 5                        | Federico Pellegrino      | ITA                      | + 0,67                   |
| 6                        | Tomas Northug            | NOR                      | + 17,28                  |
| Halvefinalisten          |                          |                          |                          |
| 7                        | Teodor Peterson          | SWE                      |                          |
| 8                        | Üli Schnider             | SUI                      |                          |
| 9                        | Ristomatti Hakola        | FIN                      |                          |
| 10                       | Toni Ketelä              | FIN                      |                          |
| 11                       | Eirik Brandsdal          | NOR                      |                          |
| 12                       | Simeon Hamilton          | USA                      |                          |

| Vrouwen (klassieke stijl) | Vrouwen (klassieke stijl) | Vrouwen (klassieke stijl) | Vrouwen (klassieke stijl) |
| #                         | Naam                      | Land                      | Tijd                      |
| ------------------------- | ------------------------- | ------------------------- | ------------------------- |
| Goud                      | Marit Bjørgen             | NOR                       | 3.26,63                   |
| Zilver                    | Stina Nilsson             | SWE                       | + 0,42                    |
| Brons                     | Maiken Caspersen Falla    | NOR                       | + 0,99                    |
| 4                         | Justyna Kowalczyk         | POL                       | + 1,43                    |
| 5                         | Kari Vikhagen Gjeitnes    | NOR                       | + 6,10                    |
| 6                         | Ingvild Flugstad Østberg  | NOR                       | + 10,47                   |
| Halvefinalisten           |                           |                           |                           |
| 7                         | Kerttu Niskanen           | FIN                       |                           |
| 8                         | Alena Prochazková         | SVK                       |                           |
| 9                         | Celine Brun-Lie           | NOR                       |                           |
| 10                        | Sophie Caldwell           | USA                       |                           |
| 11                        | Katja Visnar              | SLO                       |                           |
| 12                        | Ida Ingemarsdotter        | SWE                       |                           |

### Intervalstart
| Mannen 15 km (vrije stijl) | Mannen 15 km (vrije stijl) | Mannen 15 km (vrije stijl) | Mannen 15 km (vrije stijl) |
| #                          | Naam                       | Land                       | Tijd                       |
| -------------------------- | -------------------------- | -------------------------- | -------------------------- |
| Goud                       | Johan Olsson               | SWE                        | 35.01,6                    |
| Zilver                     | Maurice Manificat          | FRA                        | + 17,8                     |
| Brons                      | Anders Gløersen            | NOR                        | + 19,2                     |
| 4                          | Marcus Hellner             | SWE                        | + 39,8                     |
| 5                          | Finn Hågen Krogh           | NOR                        | + 47,6                     |
| 6                          | Bernhard Tritscher         | AUT                        | + 53,4                     |
| 7                          | Lukáš Bauer                | CZE                        | + 54,7                     |
| 8                          | Chris Jespersen            | NOR                        | + 57,2                     |
| 9                          | Sjur Røthe                 | NOR                        | + 1.01,2                   |
| 10                         | Jevgeni Belov              | RUS                        | + 1.04,7                   |

| Vrouwen 10 km (vrije stijl) | Vrouwen 10 km (vrije stijl) | Vrouwen 10 km (vrije stijl) | Vrouwen 10 km (vrije stijl) |
| #                           | Naam                        | Land                        | Tijd                        |
| --------------------------- | --------------------------- | --------------------------- | --------------------------- |
| Goud                        | Charlotte Kalla             | SWE                         | 25.08,8                     |
| Zilver                      | Jessica Diggins             | USA                         | + 41,0                      |
| Brons                       | Caitlin Gregg               | USA                         | + 46,9                      |
| 4                           | Maria Rydqvist              | SWE                         | + 48,6                      |
| 5                           | Anouk Faivre Picon          | FRA                         | + 55,2                      |
| 6                           | Natalie Von Siebenthal      | SUI                         | + 59,2                      |
| 7                           | Masako Ishida               | JPN                         | + 1.02,5                    |
| 8                           | Kerttu Niskanen             | FIN                         | + 1.04,6                    |
| 9                           | Seraina Boner               | SUI                         | + 1.05,8                    |
| 10                          | Elizabeth Stephen           | USA                         | + 1.06,4                    |

### Skiatlon
| 30 km mannen (klassieke + vrije stijl) | 30 km mannen (klassieke + vrije stijl) | 30 km mannen (klassieke + vrije stijl) | 30 km mannen (klassieke + vrije stijl) |
| #                                      | Naam                                   | Land                                   | Tijd                                   |
| -------------------------------------- | -------------------------------------- | -------------------------------------- | -------------------------------------- |
| Goud                                   | Maksim Vylegsjanin                     | RUS                                    | 1:16.25,9                              |
| Zilver                                 | Dario Cologna                          | SUI                                    | + 0,4                                  |
| Brons                                  | Alex Harvey                            | CAN                                    | + 1,6                                  |
| 4                                      | Didrik Tønseth                         | NOR                                    | + 3,4                                  |
| 5                                      | Maurice Manificat                      | FRA                                    | + 10,2                                 |
| 6                                      | Calle Halfvarsson                      | SWE                                    | + 22,8                                 |
| 7                                      | Niklas Dyrhaug                         | NOR                                    | + 25,9                                 |
| 8                                      | Jevgeni Belov                          | RUS                                    | + 26,7                                 |
| 9                                      | Jean-Marc Gaillard                     | FRA                                    | + 27,6                                 |
| 10                                     | Marcus Hellner                         | SWE                                    | + 31,9                                 |

| 15 km vrouwen (klassieke + vrije stijl) | 15 km vrouwen (klassieke + vrije stijl) | 15 km vrouwen (klassieke + vrije stijl) | 15 km vrouwen (klassieke + vrije stijl) |
| #                                       | Naam                                    | Land                                    | Tijd                                    |
| --------------------------------------- | --------------------------------------- | --------------------------------------- | --------------------------------------- |
| Goud                                    | Therese Johaug                          | NOR                                     | 40.57,6                                 |
| Zilver                                  | Astrid Jacobsen                         | NOR                                     | + 5,7                                   |
| Brons                                   | Charlotte Kalla                         | SWE                                     | + 6,0                                   |
| 4                                       | Kerttu Niskanen                         | FIN                                     | + 1.05,7                                |
| 5                                       | Sofia Bleckur                           | SWE                                     | + 1.07,4                                |
| 6                                       | Marit Bjørgen                           | NOR                                     | + 1.33,2                                |
| 7                                       | Heidi Weng                              | NOR                                     | + 1.41,3                                |
| 8                                       | Riitta-Liisa Roponen                    | FIN                                     | + 1.41,6                                |
| 9                                       | Maria Rydqvist                          | SWE                                     | + 1.43,2                                |
| 10                                      | Eva Vrabcová Nývltová                   | CZE                                     | + 1.43,8                                |

### Massastart
| 50 km mannen (klassieke stijl) | 50 km mannen (klassieke stijl) | 50 km mannen (klassieke stijl) | 50 km mannen (klassieke stijl) |
| #                              | Naam                           | Land                           | Tijd                           |
| ------------------------------ | ------------------------------ | ------------------------------ | ------------------------------ |
| Goud                           | Petter Northug                 | NOR                            | 2:26.02,1                      |
| Zilver                         | Lukáš Bauer                    | CZE                            | + 1,7                          |
| Brons                          | Johan Olsson                   | SWE                            | + 2,0                          |
| 4                              | Maksim Vylegsjanin             | RUS                            | + 2,8                          |
| 5                              | Alex Harvey                    | CAN                            | + 6,0                          |
| 6                              | Dario Cologna                  | SUI                            | + 9,5                          |
| 7                              | Aleksej Poltoranin             | KAZ                            | + 10,1                         |
| 8                              | Didrik Tønseth                 | NOR                            | + 10,1                         |
| 9                              | Daniel Richardsson             | SWE                            | + 14,6                         |
| 10                             | Aleksandr Bessmertnych         | RUS                            | + 17,5                         |

| 30 km vrouwen (klassieke stijl) | 30 km vrouwen (klassieke stijl) | 30 km vrouwen (klassieke stijl) | 30 km vrouwen (klassieke stijl) |
| #                               | Naam                            | Land                            | Tijd                            |
| ------------------------------- | ------------------------------- | ------------------------------- | ------------------------------- |
| Goud                            | Therese Johaug                  | NOR                             | 1:24.47,0                       |
| Zilver                          | Marit Bjørgen                   | NOR                             | + 52,3                          |
| Brons                           | Charlotte Kalla                 | SWE                             | + 1.31,6                        |
| 4                               | Kerttu Niskanen                 | FIN                             | + 1.55,2                        |
| 5                               | Sofia Bleckur                   | SWE                             | + 2.09,3                        |
| 6                               | Stefanie Böhler                 | GER                             | + 2.36,9                        |
| 7                               | Aino-Kaisa Saarinen             | FIN                             | + 2.45,2                        |
| 8                               | Heidi Weng                      | NOR                             | + 2.45,7                        |
| 9                               | Eva Vrabcová Nývltová           | CZE                             | + 2.52,4                        |
| 10                              | Ingvild Flugstad Østberg        | NOR                             | + 3.01,1                        |

### Teamsprint
| Mannen (vrije stijl) | Mannen (vrije stijl)                | Mannen (vrije stijl) | Mannen (vrije stijl) |
| #                    | Naam                                | Land                 | Tijd                 |
| -------------------- | ----------------------------------- | -------------------- | -------------------- |
| Goud                 | Finn Hågen Krogh Petter Northug     | NOR                  | 15.32,89             |
| Zilver               | Aleksej Petoechov Nikita Krjoekov   | RUS                  | + 5,64               |
| Brons                | Dietmar Nöckler Federico Pellegrino | ITA                  | + 5,73               |
| 4                    | Thomas Bing Tim Tscharnke           | GER                  | + 6,11               |
| 5                    | Ville Nousiainen Martti Jylhä       | FIN                  | + 13,66              |
| 6                    | Aleš Razým Dušan Kožíšek            | CZE                  | + 16,73              |
| 7                    | Andrew Newell Simeon Hamilton       | USA                  | + 17,48              |
| 8                    | Maciej Kreczmer Maciej Starega      | POL                  | + 26,46              |
| 9                    | Calle Halfvarsson Teodor Peterson   | SWE                  | + 47,43              |
| 10                   | Robin Duvillard Baptiste Gros       | FRA                  | + 1.01,04            |

| Vrouwen (vrije stijl) | Vrouwen (vrije stijl)                           | Vrouwen (vrije stijl) | Vrouwen (vrije stijl) |
| #                     | Naam                                            | Land                  | Tijd                  |
| --------------------- | ----------------------------------------------- | --------------------- | --------------------- |
| Goud                  | Ingvild Flugstad Østberg Maiken Caspersen Falla | NOR                   | 14.29,57              |
| Zilver                | Ida Ingemarsdotter Stina Nilsson                | SWE                   | + 8,17                |
| Brons                 | Justyna Kowalczyk Sylwia Jaśkowiec              | POL                   | + 8,48                |
| 4                     | Nicole Fessel Denise Herrmann                   | GER                   | + 11,57               |
| 5                     | Anastasia Dotsenko Natalja Matvejeva            | RUS                   | + 29,19               |
| 6                     | Coraline Thomas Hugue Celia Aymonier            | FRA                   | + 30,26               |
| 7                     | Seraina Boner Laurien van der Graaff            | SUI                   | + 33,98               |
| 8                     | Sophie Caldwell Jessica Diggins                 | USA                   | + 34,06               |
| 9                     | Katja Visnar Nika Razinger                      | SLO                   | + 42,39               |
| 10                    | Riikka Sarasoja-Lilja Anne Kyllönen             | FIN                   | + 42,90               |

### Estafette
| Mannen 4×10 km (klassieke + vrije stijl) | Mannen 4×10 km (klassieke + vrije stijl)                                 | Mannen 4×10 km (klassieke + vrije stijl) | Mannen 4×10 km (klassieke + vrije stijl) |
| #                                        | Naam                                                                     | Land                                     | Tijd                                     |
| ---------------------------------------- | ------------------------------------------------------------------------ | ---------------------------------------- | ---------------------------------------- |
| Goud                                     | Niklas Dyrhaug Didrik Tønseth Anders Gløersen Petter Northug             | NOR                                      | 1:34.18,5                                |
| Zilver                                   | Daniel Richardsson Johan Olsson Marcus Hellner Calle Halfvarsson         | SWE                                      | + 0,6                                    |
| Brons                                    | Jean-Marc Gaillard Maurice Manificat Robin Duvillard Adrien Backscheider | FRA                                      | + 8,9                                    |
| 4                                        | Maksim Vylegsjanin Aleksandr Bessmertnych Aleksandr Legkov Jevgeni Belov | RUS                                      | + 31,0                                   |
| 5                                        | Üli Schnider Dario Cologna Jonas Baumann Toni Livers                     | SUI                                      | + 2.03,0                                 |
| 6                                        | Francesco de Fabiani Dietmar Nöckler Roland Clara Federico Pellegrino    | ITA                                      | + 2.27,2                                 |
| 7                                        | Jonas Dobler Thomas Bing Florian Notz Tim Tscharnke                      | GER                                      | + 2.39,0                                 |
| 8                                        | Sami Jauhojärvi Iivo Niskanen Matti Heikkinen Ville Nousiainen           | FIN                                      | + 2.39,0                                 |
| 9                                        | Aleš Razym Martin Jakš Dušan Kožíšek Petr Knop                           | CZE                                      | + 2.44,6                                 |
| 10                                       | Alex Harvey Graeme Killick Ivan Babikov Len Väljas                       | CAN                                      | + 3.03,5                                 |

| Vrouwen 4×5 km (klassieke + vrije stijl) | Vrouwen 4×5 km (klassieke + vrije stijl)                                     | Vrouwen 4×5 km (klassieke + vrije stijl) | Vrouwen 4×5 km (klassieke + vrije stijl) |
| #                                        | Naam                                                                         | Land                                     | Tijd                                     |
| ---------------------------------------- | ---------------------------------------------------------------------------- | ---------------------------------------- | ---------------------------------------- |
| Goud                                     | Heidi Weng Therese Johaug Astrid Jacobsen Marit Bjørgen                      | NOR                                      | 49.04,7                                  |
| Zilver                                   | Sofia Bleckur Charlotte Kalla Maria Rydqvist Stina Nilsson                   | SWE                                      | + 29,2                                   |
| Brons                                    | Aino-Kaisa Saarinen Kerttu Niskanen Riitta-Liisa Roponen Krista Pärmäkoski   | FIN                                      | + 30,9                                   |
| 4                                        | Sadie Bjornsen Rosie Brennan Elizabeth Stephen Jessica Diggins               | USA                                      | + 1.49,9                                 |
| 5                                        | Kornelia Kubińska Justyna Kowalczyk Ewelina Marcisz Sylwia Jaśkowiec         | POL                                      | + 1.52,3                                 |
| 6                                        | Victoria Carl Stefanie Böhler Denise Herrmann Nicole Fessel                  | GER                                      | + 1.54,5                                 |
| 7                                        | Anastasia Dotsenko Alevtina Tanygina Natalja Zjoekova Joelia Tsjekaleva      | RUS                                      | + 2.39,7                                 |
| 8                                        | Aurore Jéan Célia Aymonier Anouk Faivre Picon Coraline Thomas Hugue          | FRA                                      | + 3.08,1                                 |
| 9                                        | Francesca Baudin Virginia de Martin Topranin Marina Piller Ilaria Debertolis | ITA                                      | + 4.00,9                                 |
| 10                                       | Anamarija Lampič Katja Višnar Nika Razinger Lea Einfalt                      | SLO                                      | + 4.15,9                                 |

### Medailleklassement
| Plaats | Land             | Goud | Zilver | Brons | Totaal |
| 1      | Noorwegen        | 8    | 2      | 3     | 13     |
| 2      | Zweden           | 2    | 4      | 3     | 9      |
| 3      | Rusland          | 1    | 1      | 0     | 2      |
| 4      | Canada           | 0    | 1      | 1     | 2      |
| 4      | Frankrijk        | 0    | 1      | 1     | 2      |
| 4      | Verenigde Staten | 0    | 1      | 1     | 2      |
| 7      | Tsjechië         | 0    | 1      | 0     | 1      |
| 7      | Zwitserland      | 0    | 1      | 0     | 1      |
| 9      | Finland          | 0    | 0      | 1     | 1      |
| 9      | Italië           | 0    | 0      | 1     | 1      |
| 9      | Polen            | 0    | 0      | 1     | 1      |
| Totaal | Totaal           | 12   | 12     | 12    | 36     |